# Abrothallus suecicus
Abrothallus suecicus är en lavart som först beskrevs av Wilhelm Kirschstein, och fick sitt nu gällande namn av Nordin 1964. Abrothallus suecicus ingår i släktet Abrothallus, divisionen sporsäcksvampar och riket svampar.  Arten är reproducerande i Sverige. Inga underarter finns listade i Catalogue of Life.